# NK Ankerkader 71/2 Ereklasse 1935-1936

## Eindstand
| NK ANKERKADER 71/2 Ereklasse 1935-1936 - EINDSTAND | NK ANKERKADER 71/2 Ereklasse 1935-1936 - EINDSTAND | NK ANKERKADER 71/2 Ereklasse 1935-1936 - EINDSTAND | NK ANKERKADER 71/2 Ereklasse 1935-1936 - EINDSTAND | NK ANKERKADER 71/2 Ereklasse 1935-1936 - EINDSTAND | NK ANKERKADER 71/2 Ereklasse 1935-1936 - EINDSTAND | NK ANKERKADER 71/2 Ereklasse 1935-1936 - EINDSTAND | NK ANKERKADER 71/2 Ereklasse 1935-1936 - EINDSTAND | NK ANKERKADER 71/2 Ereklasse 1935-1936 - EINDSTAND |
| RANG                                               | SPELER                                             | GESP                                               | PP                                                 | CAR                                                | BRT                                                | MOY                                                | PMOY                                               | HS                                                 |
| -------------------------------------------------- | -------------------------------------------------- | -------------------------------------------------- | -------------------------------------------------- | -------------------------------------------------- | -------------------------------------------------- | -------------------------------------------------- | -------------------------------------------------- | -------------------------------------------------- |
|                                                    | Piet de Leeuw                                      | 5                                                  | 8                                                  | -                                                  | -                                                  | 8,41                                               | 18,75                                              | 60                                                 |
|                                                    | Nelis van Vliet                                    | 5                                                  | 8                                                  | -                                                  | -                                                  | 8,34                                               | 12,00                                              | 58                                                 |
|                                                    | Jan Sweering                                       | 5                                                  | 6                                                  | -                                                  | -                                                  | 9,07                                               | 13,63                                              | 59                                                 |
| 4                                                  | Lou Gehrels                                        | 5                                                  | 6                                                  | -                                                  | -                                                  | 6,48                                               | 8,82                                               | 71                                                 |
| 5                                                  | Jan Dommering                                      | 5                                                  | 2                                                  | -                                                  | -                                                  | 6,95                                               | 6,25                                               | 99                                                 |
| 6                                                  | Jan Beuming                                        | 5                                                  | 0                                                  | -                                                  | -                                                  | 6,08                                               | geen                                               | 40                                                 |
| TOTAAL                                             | TOTAAL                                             | TOTAAL                                             | TOTAAL                                             | -                                                  | -                                                  | 7,45                                               | 18,75                                              | 99                                                 |
|                                                    |                                                    |                                                    |                                                    |                                                    |                                                    |                                                    |                                                    |                                                    |

Amsterdam 1934-1935 · 
Amsterdam 1935-1936 · 
Amsterdam 1936-1937 · 
Amsterdam 1937-1938 · 
Groningen 1938-1939 · 
Amsterdam 1939-1940 · 
Leeuwarden 1940-1941 · 
Amsterdam 1941-1942 · 
Den Haag 1942-1943 · 
Amsterdam 1943-1944 · 
Leeuwarden 1945-1946 · 
Den Haag 1946-1947 · 
Den Haag 1947-1948 · 
Amsterdam 1948-1949 · 
Amsterdam 1949-1950 · 
Delft 1950-1951 · 
Apeldoorn 1951-1952 · 
Maastricht 1952-1953 · 
Leeuwarden 1953-1954 · 
Haarlem 1954-1955 · 
Eindhoven 1955-1956 · 
Eindhoven 1956-1957 ·
Nijmegen 1958-1959 · 
Nijmegen 1959-1960 · 
Zwolle 1960-1961 · 
Tilburg 1961-1962 · 
Acht 1962-1963 · 
Eersel 1963-1964 · 
Groningen 1964-1965 ·
Roelofarendsveen 1965-1966 · 
Rotterdam 1966-1967 · 
Kerkrade 1967-1968 · 
Geldrop 1968-1969 · 
Hoensbroek 1969-1970 · 
Heeswijk-Dinther 1970-1971 · 
Wervershoof 1971-1972 · 
Hoensbroek 1972-1973 · 
Utrecht 1973-1974 · 
Ulestraten 1974-1975 · 
Terneuzen 1975-1976 · 
Hoensbroek 1976-1977 · 
Wijchen 1977-1978 · 
Wijchen 1978-1979 · 
Heesch 1979-1980 · 
Warffum 1980-1981 · 
Wijchen 1981-1982 · 
Uitgeest 1982-1983 · 
Sprundel 1983-1984 · 
Gemert 1984-1985 ·
Uitgeest 1986-1987 · 
Gorssel 1988-1989 · 
Wijchen 1993-1994 · 
Dongen 1994-1995 · 
Wijchen 1995-1996 · 
Alkmaar 1996-1997 · 
Hengelo(O) 1997-1998 · 
Daarlerveen 1998-1999 · 
Nijkerk 1999-2000 · 
Nijkerk 2000-2001 ·
Nijkerk 2001-2002 · 
Haaksbergen 2002-2003 · 
Wijchen 2003-2004 · 
Wijchen 2004-2005 ·
Wijchen 2005-2006 · 
Wijchen 2006-2007 · 
Haarlo 2007-2008 · 
Haarlo 2008-2009 ·  
Haarlo 2009-2010 ·
Haarlo 2010-2011 ·
Haarlo 2011-2012 · 
Welberg 2012-2013 · 
Haarlo 2013-2014 · 
Wijchen 2014-2015 · 
Afferden 2015-2016 · 
Haarlo 2016-2017 · 
Rumpt 2017-2018 · 
Haarlo 2018-2019 · 
nnb 2019-2020